# Fort Apollonia
Pour un article plus général, voir Forts et châteaux de Volta, d'Accra et ses environs et des régions centrale et ouest.
Fort Apollonia est un ancien comptoir colonial fortifié situé à Beyin, au Ghana. Il est aussi connu sous le nom de Fort Willem III durant l'occupation néerlandaise. Le nom d'Apollonia est donné à la région par un explorateur portugais qui aperçoit l'endroit lors de la fête de Saint Apolline, le 9 février. En raison de son importance pendant la période coloniale européenne en côte de l'or et de son témoignage sur la traite négrière atlantique, Fort Apollonia est inscrit sur la liste du patrimoine mondial de l'UNESCO avec plusieurs autres forts et châteaux au Ghana en 1979.

## Histoire
Les Suédois établissent un poste de traite à Apollonia dans le cadre de la colonisation suédoise entre 1655 et l'abandonnent en 1657 à la suite du Traité de Butre. En 1691, un poste de traite britannique est érigé sur ce site qui est fortifié entre 1768 et 1770. La première implantation vise à développer une nouvelle voie commerciale avec l'intérieur des terres, sachant que le principal accès est alors aux mains des Néerlandais à Axim. Cependant, le choix de l'emplacement pour répondre à cet objectif n'est pas évident. En effet, la région d'Amanahea ou Appolonia, située entre les fleuves Ankobra et Assini, fait 140 km et est dépourvue de port, de mouillages ou de villages de pêcheurs.
Après l'abolition de la traite négrière, le fort est abandonné en 1819, mais il est de nouveau occupé à partir de 1836. Il est à l'époque décrit par les contemporains comme l'un des plus petits de la côte, « discréditant la puissance de la Grande Bretagne tant les couleurs du drapeaux sont fréquemment insultées par le chef local ». 
Les Britanniques bombardent le fort en 1873 lors de l'attaque de Beyin en raison de sa coalition avec les Ashantis.

## Emplacement

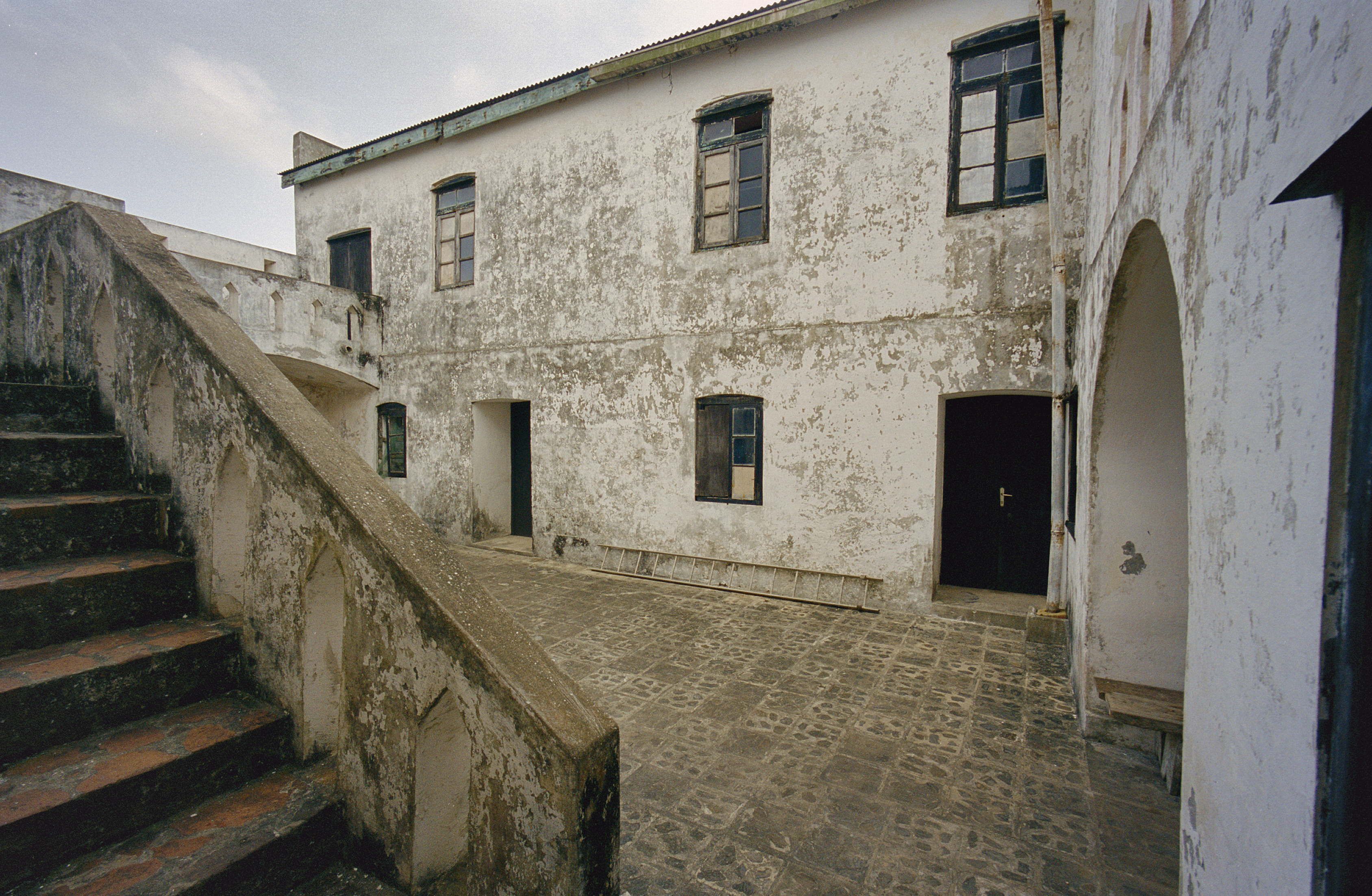
Vue intérieure du Fort Apollonia.

Il s'agit du fort le plus occidental de la Côte de l'Or. Il est construit sur la plage, à 6 km de la colline Apollonia, dans l'actuel village de Beyin, au Ghana. L'emplacement du fort est déterminé par la proximité immédiate du lac d'eau douce Nzulezo, à seulement 3 km, afin de fournir une source immédiate d'alimentation (poissons, crocodiles), d'irrigation et d'accès à l'eau potable. Un petit village d'émigrés ahantas de Shama entoure historiquement ce lac, mais s'est progressivement établi autour du fort pour former Beyin.
Le terrain environnant le fort est relativement plat et boisé, avec de petits ruisseaux, ce qui suggère un emplacement favorable à la production de riz, de canne à sucre ou de maïs. Cependant, les côtes du fort ne présentent pas d'intérêt à l'établissement d'un port.  

## Préservation

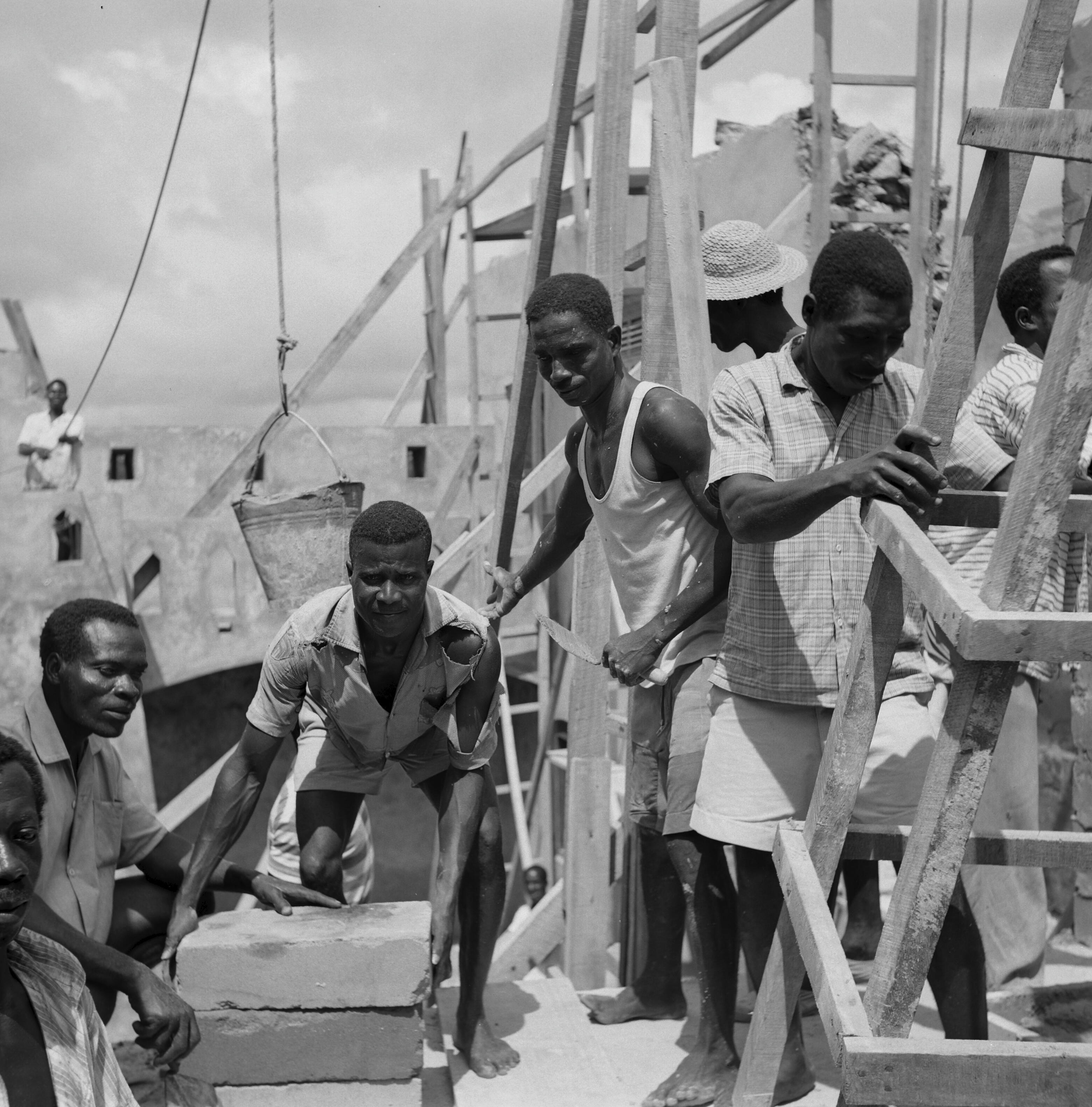
Travaux de restauration en 1964

Avant l'indépendance du Ghana en 1957, l'état de dégradation du Fort Apollonia est très avancé. Par la suite, l'abandon du fort est, pour les Ghanéen, effectué en réaction à l'impérialisme européen. La premier président, Kwame Nkrumah, perpétue cette attitude hostile à la préservation du patrimoine colonial. C'est dans ce contexte que l'anthropologiste Vinigi Grottanelli intègre la Mission Ethnologique du Ghana en 1954. Entre 1962 et 1968, le fort est restauré par le Ghana Museums and Monuments Board à l'initiative de partenaires italiens. Fort Apollonia abrite désormais le Musée de la culture et de l'histoire de Nzema, qui a ouvert ses portes en 2010. 

### Symbole de coopération
Selon la perspective de Kopytoff (1986) au sujet de l'esclavage, Fort Apollonia représente un exemple de conversion symbolique d'un patrimoine d'opposition européenne en un symbole de coopération internationale. La création d'un musée ethnographique au sein du fort constitue l'aboutissement d'une importante collaboration entre le gouvernement ghanéen, le gouvernement italien et les chefferies locales Nzema. L'objectif du complexe est de valoriser la culture et l'archéologie précoloniale Nzema. A cela s'adjoint également une préservation de la médecine traditionnelle locale et d'autres recherches anthropologiques qui permet d'incorporer l'historicité des recherches effectuées par le musée en relation directe avec les Nzema locaux. Des objets archéologiques, tels que des poteries typiques du district de Banda y sont visibles.

## Galerie

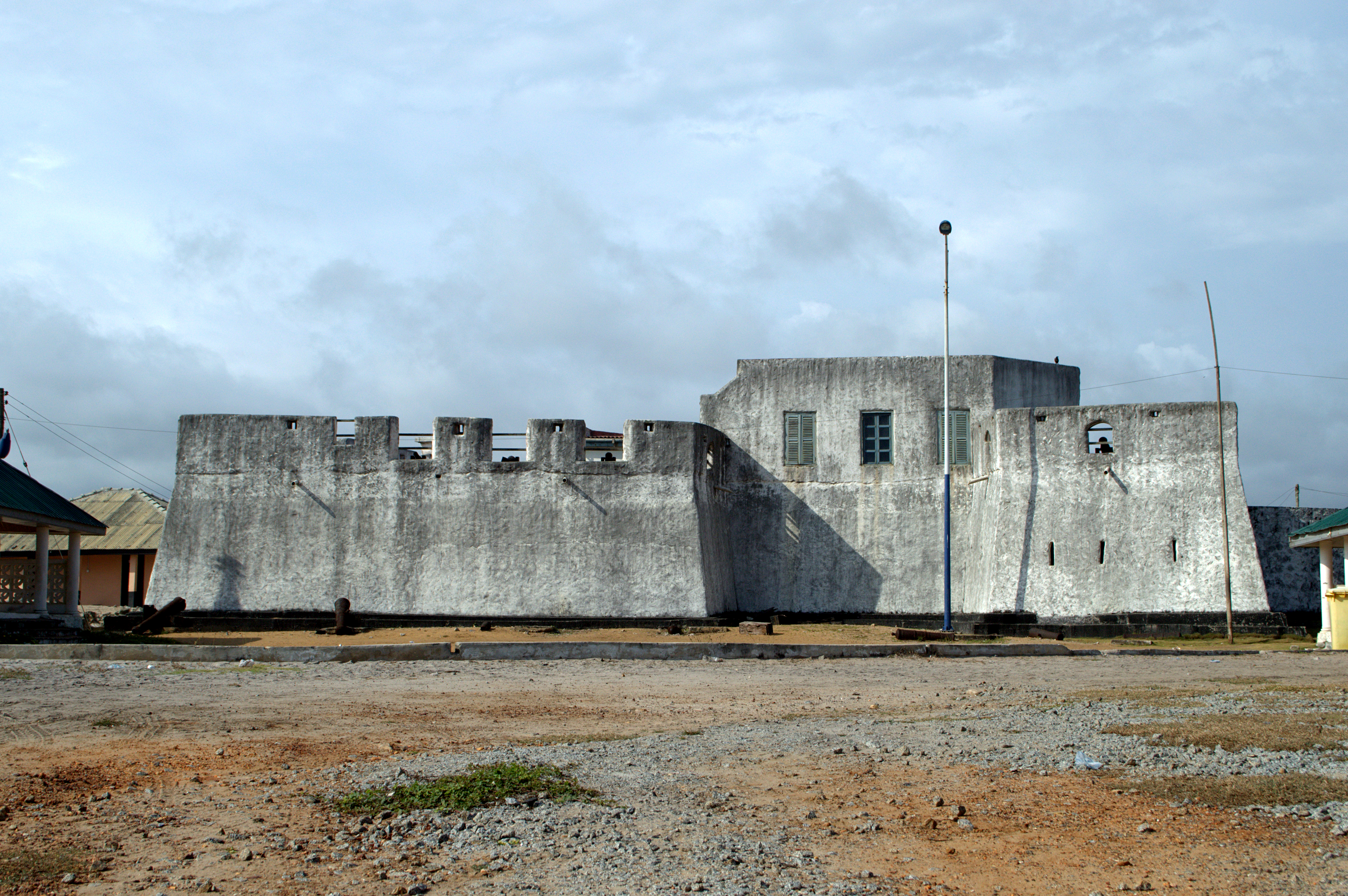
Vue externe du Fort Apollonia.
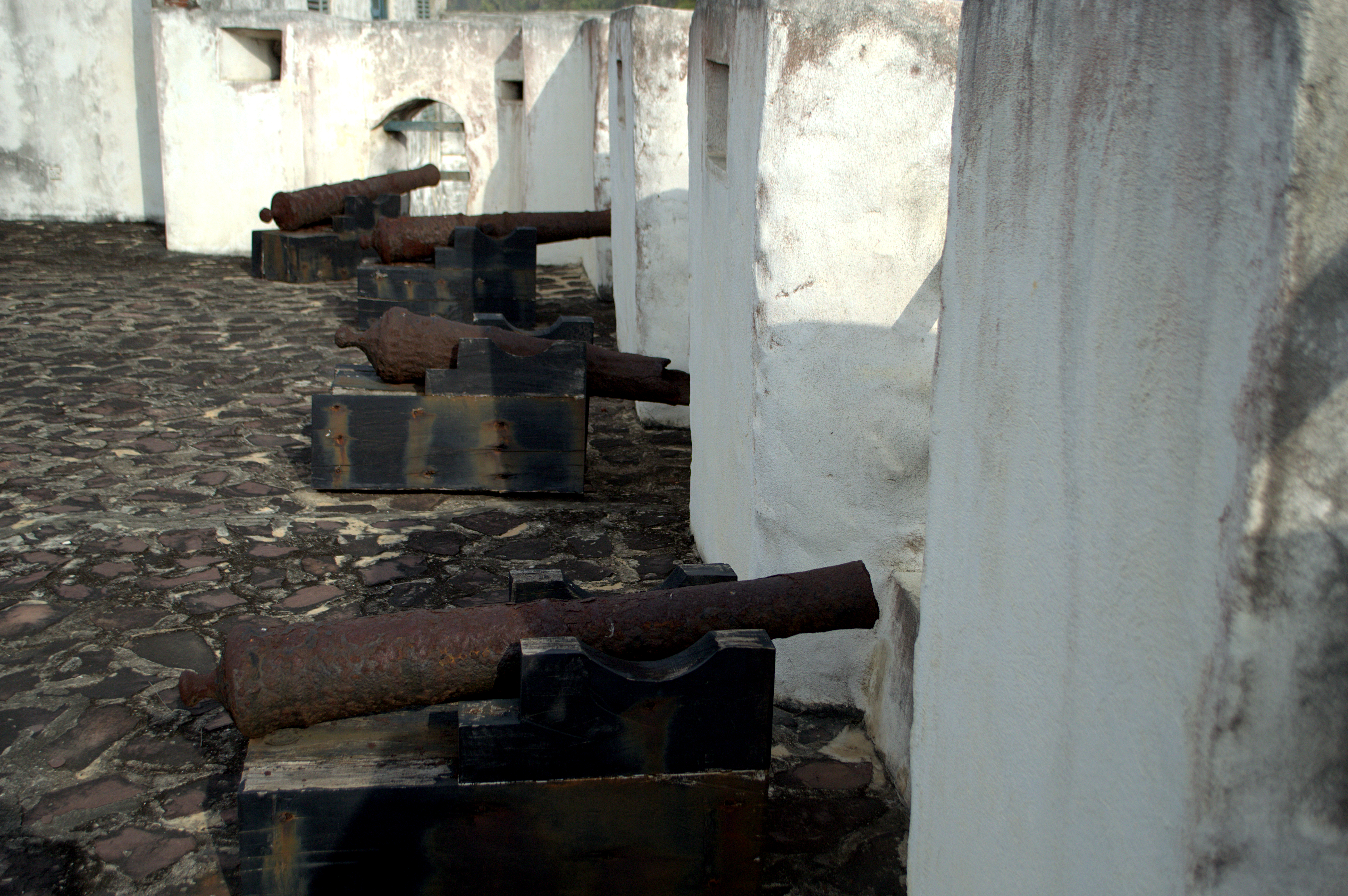
Cour intérieure du fort et ses canons dirigés vers la mer.
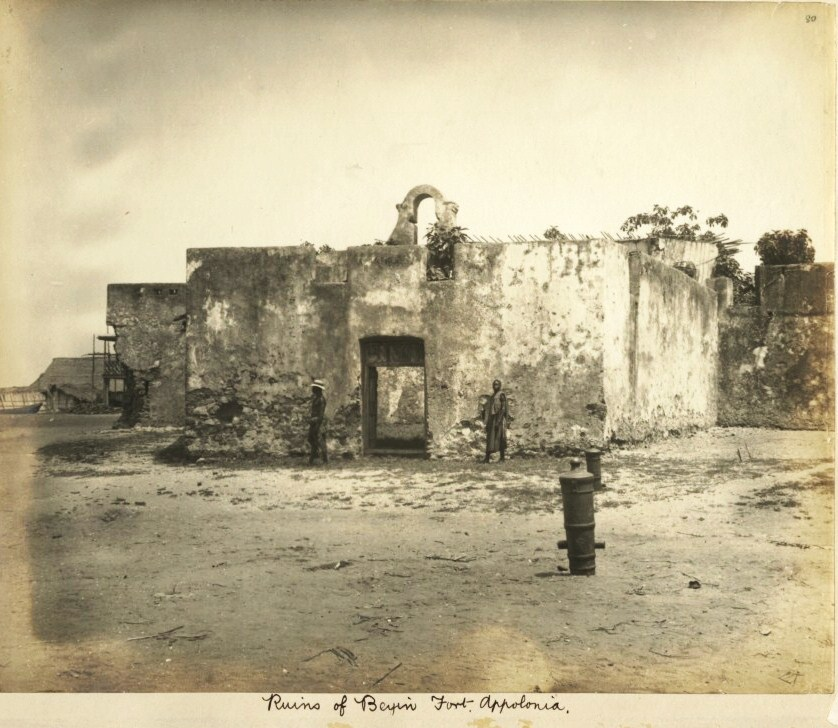
Etat de dégradation du fort en 1890.
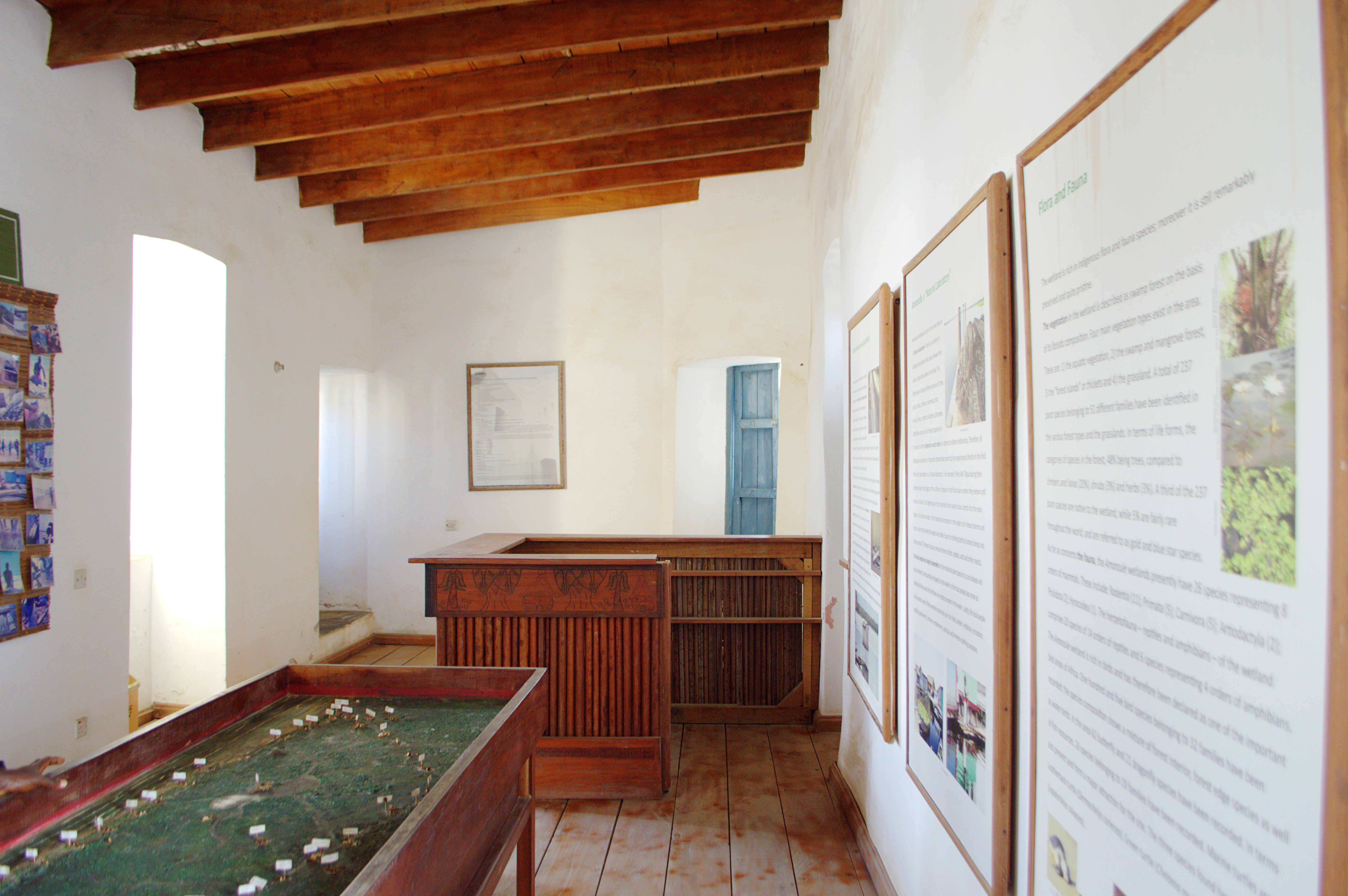
Intérieur du Fort transformé en musée
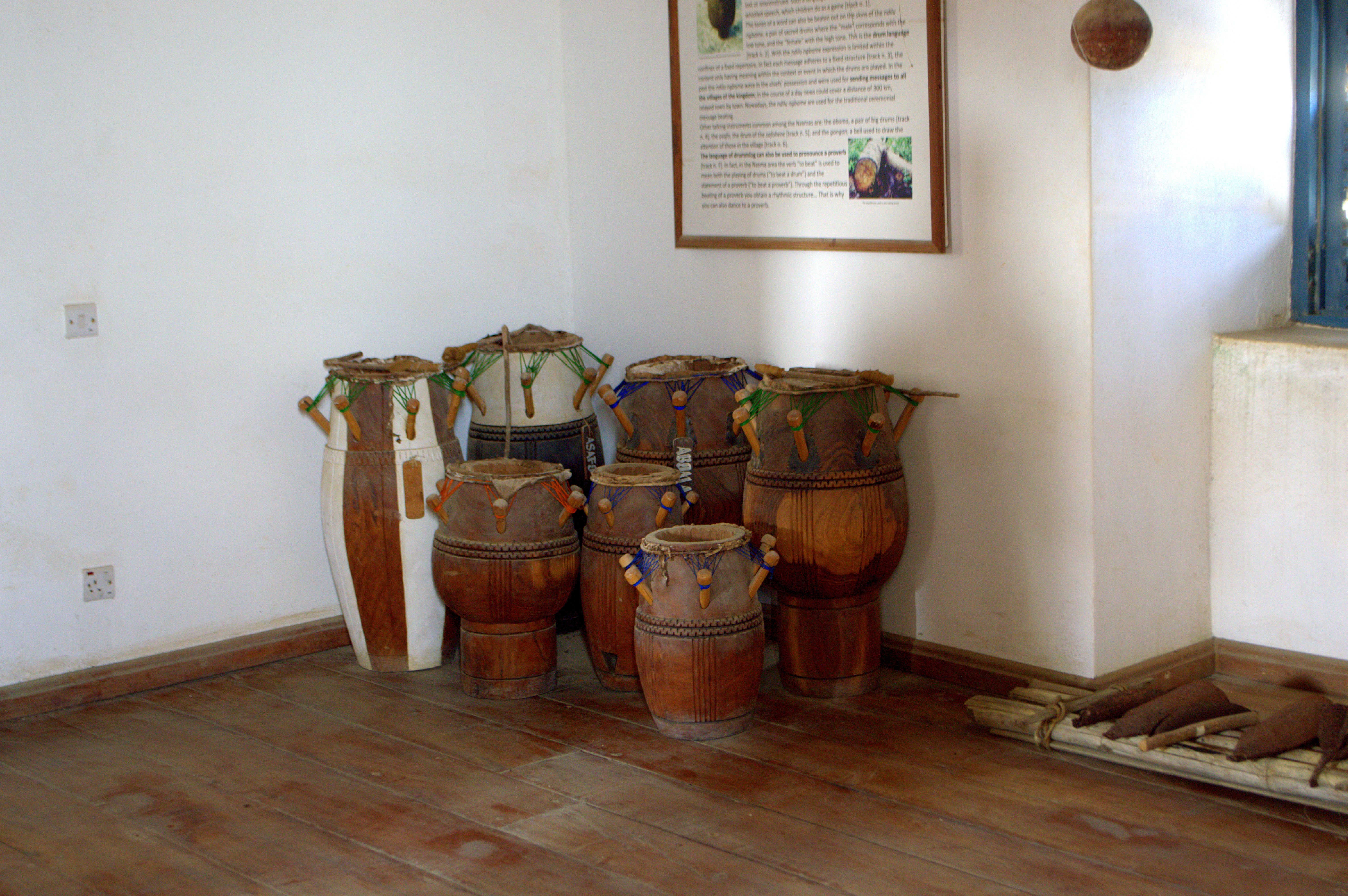
Intérieur du fort muséal et poteries typiques Nzema